# Árijské hry
Árijské hry (německy Arische Spiele) byly navrhovanou alternativou k tradičním Olympijským hrám v období Třetí říše. Navrhl je nacistický sportovní organizátor Carl Diem a následně přijal Adolf Hitler. Tyto sportovní hry se měly natrvalo konat v Norimberku na plánovaném Německém stadionu, který navrhl vrchní nacistický architekt Albert Speer. Ten ale nebyl nikdy postaven.
Nápad představil v roce 1939 Carl Diem, hlavní organizátor Letních olympijských her 1936 v Berlíně. Ten před zahájením těchto her prohlásil: "Germáni mohou být poraženi pouze jinými Germány" což se ukázalo jako mylné. Nápad následně přijal Hitler, který řekl Albertu Speerovi, že jakmile bude postaven Německý stadion, budou zde provozovány už jen Árijské hry.